# Fabryczna (arrondissement de Wrocław)

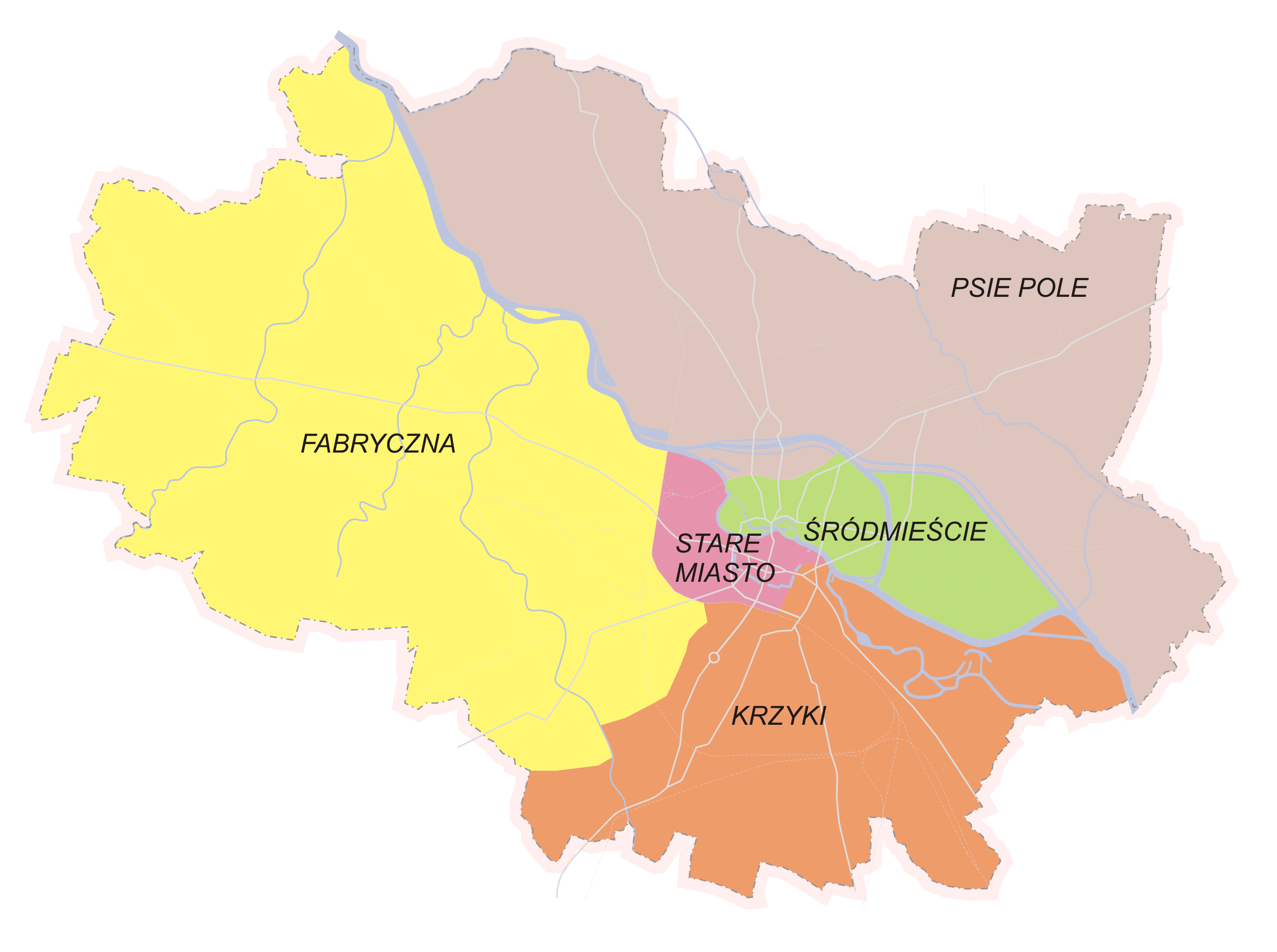
Plan de wrocław

Fabryczna est le plus grand arrondissement de Wrocław. Il se situe dans la partie ouest et sud-ouest de la ville.
Le nom provient du fait que sur son territoire se trouvait un grand nombre d'entreprises.
Le terrain de Fabryczna se singulisarise par une suite de champs appelés habituellement quartier, dont le nom provient le plus souvent de village et bourg intégrés au fil du temps à la ville de Wrocław.

## Liste des quartiers de l'arrondissement
(ainsi que la date d'intégration à la ville)
- Gądów Mały (1928)
- Grabiszyn (1911)
- Grabiszynek (1911)
- Janówek (1973)
- Jarnołtów (1973)
- Jerzmanowo (1973)
- Kozanów (1928)
- Kuźniki (1928)
- Leśnica (1928)
- Marszowice
- Maślice (1928)
- Mokra (1973)
- Muchobór Mały (1928)
- Muchobór Wielki (1951)
- Nowa Karczma (1928)
- Nowe Domy (1928)
- Nowy Dwór (1928)
- Oporów (1951)
- Pilczyce (1928)
- Popowice (1897)
- Pracze Odrzańskie (1928)
- Pustki (1928)
- Ratyń (1928)
- Stabłowice (1928)
- Strachowice et Osiniec (1973)
- Złotniki (1928)
- Żar (1973)
- Żerniki (1928)